# KSVK狙擊步槍
KSVK 12.7（俄语：КСВК，全寫：Крупнокалиберная Снайперская Винтовка Ковровская，意為：科夫羅夫大口徑狙擊步槍）是一款由俄罗斯所研製、V.A.捷格加廖夫工廠所生產的12.7毫米（.50英吋）大口徑重型犢牛式狙擊步槍（反器材步槍），其主要用途是反狙擊、貫穿厚厚的牆壁和輕型裝甲戰鬥車輛，發射12.7×108毫米俄罗斯口徑（.50俄羅斯）步枪子彈。

## 發展
1990年代末，KSVK大口徑重型狙擊步槍（反器材步槍）由總部設在俄罗斯科夫罗夫的V.A.捷格加廖夫工廠研發。它是基於使用12.7×108毫米俄羅斯口徑（.50俄羅斯）步枪子彈的SVN-98（俄语：СВН-98，全寫：Снайперская Винтовка Негруленко 98 года，意為：尼古拉可狙擊步槍98型）試驗型反器材步槍，後者以Kord重機槍的槍管製造出來，而兩腳架是直接採用PKM通用機槍。由于當時SVN-98只發射普通機槍彈，因此精度較為差劣，在300公尺（328.08码）平均散佈達到160毫米。
最初的KSVK又命名為ASVK（俄语：АСВК，全寫：Армейская Снайперская Винтовка Крупнокалиберная，意為：大口徑軍用狙擊步槍）。目前有少量的KSVK被位於車臣的俄羅斯特種部隊所使用，作為反狙擊步槍，因為其威力能夠貫穿厚厚的磚墙或木板牆並且殺傷躲在牆壁後方的車臣武裝分子（不論是穿上防彈衣與否）。
1990年代未期研製的，俄國人對SVN-98實驗步槍改進後的設計定名為ASVK反器材步槍，後改稱為KSVK（俄文КСВК），目前少量裝備了俄羅斯的特種部隊，並在車臣試用。KSVK與SVN-98基本相同，在外觀上主要的區別是重新設計的槍口制退器，並增加了可折疊的後備機械瞄準具，槍托底板的緩衝墊形狀也作了改變。KSVK既可以通用12.7毫米大口徑普通機槍彈，但也可以使用專門的高精度狙擊彈，以提高在遠距離上的射擊精度。

## 設計
KSVK是一枝採用犢牛式結構、手動槍機操作和5發可拆式彈匣供彈的狙擊步槍（反器材步槍）。它的槍口配備了大型槍口裝置，同時具有制退器和减音器的效能。與大部份俄羅斯槍械一樣，KSVK的左側（握把上方）配備了俄羅斯標準的瞄準鏡導軌，可以加裝各種白天和黑夜使用的光学瞄準具，例如制式的1P71-1「超子」（俄语：1П71-1 «Гиперон»）3—10×42倍可變放大倍率型望遠瞄準鏡。KSVK亦配備可調整高度和可摺疊的兩腳架和後備的摺疊式機械瞄具以用作緊急用途。
KSVK發射12.7×108毫米（.50俄羅斯）口徑步枪子彈，而這種子彈亦可以給DShK、NSV這兩種俄羅斯的重機槍所使用。據報導所指，圖拉彈藥工廠為KSVK特別生產了命名為SPB-12.7（俄语：СПБ-12.7）的高精度子彈，有不錯的射擊精度。就算不使用高精度狙擊彈，KSVK亦能夠於300公尺（328.08码）的距離擊中了直径16厘米的環。

## 衍生型
- SVN-98（СВН-98）[1]
- KSVK（КСВК）[1]
- ASVK（АСВК，軍用科夫羅夫大口徑狙擊步槍）——2013年6月，俄罗斯联邦国防部按俄罗斯国防部火箭炮兵装备总局的方式命名為6S8“科爾德”（6С8«Корд»）狙擊步槍[2]
- SBT12M1[3]，為越南版本，其設計以俄羅斯KSVK為藍本並作出一些修改，以適應當地的條件。它還配備了由越南生產、具有10倍放大倍率的N12光學瞄準鏡。在Z111和Z199的工廠製造。[4][5]
- ASVK-M Kord-M

## 使用國

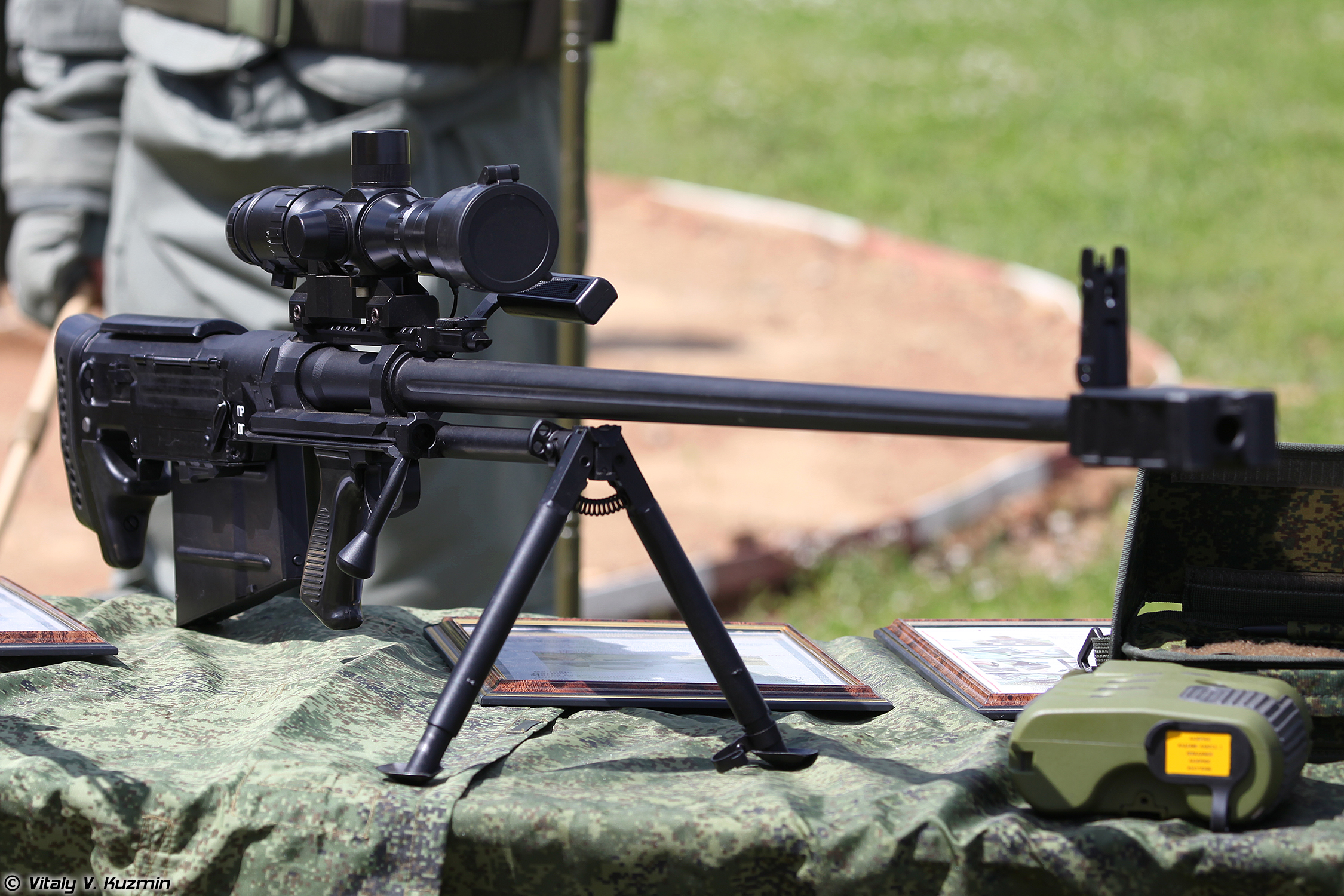
ASVK-M Kord-M衍生型。

- 俄羅斯
  - 東部和西部軍區以及北方艦隊的單位（ASVK）[6][7][8][9]改進型ASVK-M Kord-M於2018年6月投入服役。[10][11][12][13][14]
- 叙利亚
  - 敘利亞阿拉伯軍隊[15][16]
- 乌克兰[a]
- 越南：SBT12M1，為自行設計的國產版本，其功能經過Z111工廠修改以適應的當地條件。[17]

### 非國家團體
- 伊拉克和沙姆伊斯蘭國[18]

## 外部連結
- （英文）—Modern Firearms—
  - SVN-98 (expiremental model) （页面存档备份，存于）
  - KSVK 12.7 mm （页面存档备份，存于）
- （英文）—The Firearm Blog.com—THE PROVING GROUND: KORD and ASVK （页面存档备份，存于）
- （英文）—Koll, Christian. . Austria: Koll. 2009: 71  [2020-09-26]. ISBN 978-3-200-01445-9. （原始内容存档于2009-10-19）.
- （英文）—Military, Security and Civilian Guns and Equipment—KSVK (ASVK) （页面存档备份，存于）
- （俄文）—описание КСВК на сайте rnns.ru （页面存档备份，存于）
- （简体中文）—D Boy Gun World（槍炮世界）—SVN-98/KSVK狙击步枪 （页面存档备份，存于）